# Дивиш, Лукаш
Лукаш Дивиш (словац. Lukáš Diviš; 20 февраля 1986, Жилина) — словацкий и российский волейболист, доигровщик турецкого клуба «Галатасарай». Мастер спорта России.

## Игровая карьера
Лукаш Дивиш начинал играть в волейбол в Жилине, в 17-летнем возрасте переехал в Чехию. На старте карьеры выступал за «Брно», в составе которого в 2004 году стал серебряным призёром чемпионата Чехии. В 2006 году был приглашён в немецкий «Фридрихсхафен», где за три сезона завоевал три титула чемпиона Германии, а весной 2007 года выиграл золотую медаль Лиги чемпионов и приз лучшему принимающему «Финала четырёх» в Москве. В сезоне-2009/10 играл за турецкий «Фенербахче», а в следующем — за польский «Ястшембский Венгель».
С осени 2011 года на протяжении семи сезонов выступал за новосибирский «Локомотив». В его составе стал обладателем Открытого Кубка России (2011), победителем Лиги чемпионов (2012/13), двукратным призёром чемпионатов страны. С февраля 2016 года и в сезоне-2016/17 являлся капитаном «Локомотива».
В 2018—2020 годах выступал за петербургский «Зенит», а в мае 2020 года перешёл в сосновоборское «Динамо-ЛО».
В сборной Словакии дебютировал в 2005 году, участвовал в финальных турнирах чемпионатов Европы 2007, 2009 и 2011 годов, а в 2011-м стал чемпионом Евролиги. Всего за национальную сборную провёл 171 матч.
В январе 2014 года во время проведения в Попраде матчей отборочного турнира чемпионата мира Лукаш Дивиш сообщил президенту Словацкой федерации волейбола Любору Галанде о намерении принять российское гражданство, чтобы не считаться легионером в новосибирском «Локомотиве». К апрелю того же года процедура смены гражданства была завершена.
В 2016 году Лукаш Дивиш вошёл в заявку сборной России на Мировую лигу. 24 июня дебютировал в российской команде в матче против сборной Франции в Лодзи, а в общей сложности провёл за неё 6 игр.
Старший брат Лукаша Дивиша Петер (род. в 1978) также является волейболистом.

## Достижения
- Серебряный призёр чемпионата Чехии (2003/04).
- Победитель чемпионата Германии (2006/07—2008/09).
- Обладатель Кубка Германии (2006/07, 2007/08).
- Победитель чемпионата Турции (2009/10).
- Обладатель Кубка России (2011), финалист Кубка России (2014, 2016, 2018, 2019).
- Серебряный (2013/14) и бронзовый (2016/17) призёр чемпионата России.
- Победитель Лиги чемпионов (2006/07, 2012/13).
- Серебряный призёр клубного чемпионата мира (2013).
- Победитель Евролиги (2011).
- Лучший волейболист Словакии в 2013 году[8].